# Seule Soromon
Seule Soromon (Mele, 14 de agosto de 1984) é um futebolista vanuatuense que atuava como atacante. 

## Carreira em clubes
Soromon jogou pelo Suva FC, de Fiji, em 2007, e pelo time da Central Premier League da Nova Zelândia, Wairarapa United, em 2008. Em outubro de 2008, ele participou de treinamentos com o time do NZFC Team Wellington, logo depois assinou com o time do Hawke's Bay United. Em 2009, se transferiu para o YoungHeart Manawatu, onde formou uma dupla de ataque poderosa com o samoano Desmond Fa'aiuaso.
Acabou terminando aquela temporada como o artilheiro da liga com 11 gols em apenas 12 partidas.Mas a sua melhor época foi em 2021 quando realizou 47 jogos e marcou 24 gols.

## Carreira internacional
Ele fez sua estreia pela seleção de Vanuatu em agosto de 2007, em uma partida das eliminatórias da Copa contra Samoa. Soromon marcou 4 gols em sua segunda partida internacional contra a Samoa Americana.